# Волинська область
Воли́нська о́бласть (Воли́нь) — область у північно-західній частині України  в межах Поліської низовини (понад 3/4 території) та Волинської височини. Межує на заході з Люблінським воєводством Республіки Польща, на півночі — з Берестейською областю Республіки Білорусь, на сході — з Рівненською, на півдні — з Львівською областями України. Всього в межах області пролягає 395 кілометрів державного кордону.
До складу Волинської області входить 4 райони: Луцький, Володимирський, Камінь-Каширський і Ковельський райони.
На кордоні розташовано 9 пунктів переходу: Устилуг, Ягодин, Ізов, Доманове, Дольськ, Піща, Пулемець, Римачі, Заболоття.

## Історія
Пам'ятки доби пізнього палеоліту виявлені в Луцьку, Торчині, селах Новостав, Полонка… Значна кількість мезолітичних пам'яток, тобто середньої кам'яної доби (10-6 тисяч років тому), виявлена в селах Лютка, Самари, Невір, Люб'язь, Ветли, Мала Осниця, Розничі. Численні пам'ятки неоліту (5-4 тисячі років тому) знайдені археологами в Луцьку, Голишеві, Гіркій Полонці. Поселення волинської неолітичної культури були в селах Карасин, Розничі, Новосілки, Мала Осниця, Лахвичі, Люб'язь, Стара Вижівка та інших.
Тубільним населенням цієї місцевості довгий час були балти. Приблизно коло 250 р. н. е. їх почали асимілювати слов'яни.
Давньослов'янський період Волині (І ст.до н. е. — IX ст.н. е.) теж багатий різноманітними пам'ятниками. Серед них найбільш глибоко вивчені городище в с. Зимне Володимир-Волинського району, поселення сіл Боратин, Новостав, Гуща, Гірка Полонка, Любомль, Лежниця, Рокині та інших.
В Іпатіївському літописі під 981 роком зазначається, що земля дулібів-волинян входить в Київську Русь. Князь Володимир Великий заклав місто неподалік від давнього городища Волинь й назвав його Володимиром. У «Повісті минулих літ» згадується, що в 988 році князь Володимир Святославович віддав це місто своєму синові Всеволоду в удільне володіння.
Наприкінці X століття адміністративним центром у складі Київської Русі був Володимир. У XII столітті входила до складу Волинського князівства, 1199—1340 (з перервами) до Галицько-Волинського князівства (у складі останнього зберігалися в окремі періоди удільні князівства). Об'єднання Галичини і Волині було здійснено волинським князем Романом Мстиславичем, сином Великого князя Київського Мстислава Ізяславича. Водночас князь Роман сів на Київський Престол і прийняв титул Великого князя Київського; На початку XIII століття князь Роман перетворився на наймогутнішого правителя Східної Європи, якого літописці називали «великим князем», «самодержцем усієї Руси» та «царем в Руській землі».
З 1323 Східна Волинь, а з 1340 більшість земель Волині належала до володінь Великих князів Литовських, з 1349 — Любарта Гедиміновича. Після його смерті 1384 руські князі Волині стають васалами Великих князів Литовських.
Боротьба Польщі з Литвою за Волинь завершилась її поділом 1393: більшу частину було закріплено за Великим князівством Литовським, Холмську землю приєднано до Корони Польської. 1442–52 правителем Волині був — Великий князь Литовський і Руський Свидригайло Ольгердович. Наприкінці правління наполіг на присязі волинських князів та панів Великому князівству Литовському та запросив литовські війська до волинських замків, щоб попередити їх захоплення Польським королівством.
Відомо, також, що в 1506 р. маршалком Волинської землі був Федор (Федько) Янушкевич, а з 1507 р. Острозький Костянтин Іванович.
Землі Волині як територіально-політичне утворення з 1566 року називались
Волинське воєводство Великого князівства Литовського і Руського до 1569 року та в Речі Посполитій до 1792 року.
Народ повставав проти наруги поневолювачів. В 1592—1593 роках волиняни були в загонах повстанців Христофора Косинського, в 1594—1596 роках — серед козаків Северина Наливайка, який 1595 року на деякий час здобув місто Луцьк.
У 1704 році через Волинь проходив із своїм військом гетьман Іван Мазепа. А у 1768 році цей край захопила стихія гайдамацького повстання, названого Коліївщиною.
Частина західних земель Волині у 1772–1918 роках входила в склад Австрійської імперії, як Королівство Галичини та Волині (нім. Königreich Galizien und Lodomerien), утвореного на землях Королівства Русі (Галицько-Волинського князівства), після 1-го поділу Речі Посполитої 1772 року.
З другим поділом Польщі 1793 року частина Східної Волині відійшла до складу Російської імперії, а в 1795 році, після третього поділу, — вся Західна Волинь увійшла до Росії. Була утворена Волинська губернія. Волинська губернія як
(рос. Волынская губерния) — адміністративно-територіальна одиниця Російської імперії з 1804 року проіснувала по 1917 рік.
Після другого поділу Речі Посполитої в 1793 році, східна частина Волині відійшла до Всеросійської імперії і стала називатися Заславським намісництвом з центром в Заславі. Після третього поділу Польщі в 1795 році до Імперії було приєднано і західну частину Волині: повіти Володимир-Волинський, Ковельський, більшу частину Луцького, Кременецького та Дубенського. І нове адміністративне утворення отримало назву Волинське намісництво.
Ударні армії російських військ знаходились на Волині під час Наполеонівських війн 1810—1812 років. У 1831 році після повстання поляків царський уряд ліквідував багато польських шкіл, а згодом (в 1839 році) і церковну унію.
Царськими указами і різними циркулярами 1847, 1863, 1876 років заборонялися українська література, друкування україномовних книг.
Друга половина XIX століття характеризується значним промисловим розвитком краю, створенням нових підприємств. В 1873 році було побудовано залізницю Здолбунів-Ковель, в 1877 році Люблін-Ковель.
Внаслідок впровадження на початку XX століття столипінської аграрної реформи у волинських селах за 10 років переселено на хутори 14 відсотків селянських дворів. Тоді значка кількість землі була власністю поміщицьких господарств.
У роки Першої світової війни через Волинь декілька разів проходила лінія фронту між російськими, з одного боку, і австро-німецькими військами, з другого. В червні 1916 року російські війська під командуванням генерала Брусилова прорвали фронт, зайняли Луцьк і відтіснили австро-німецькі війська на лінію річки Стохід. Більше року протримався фронт на цій лінії, внаслідок цього було знищено багато довколишніх населених пунктів.
Жовтневий переворот 1917 року у Всеросійській імперії, повалення самодержавства сприяли утворенню в Україні Центральної Ради на чолі з Михайлом Грушевським. З утворенням УНР відновлювалась українська державність.
За Берестейським миром, підписаним 9 лютого 1918 року, Берестейщина, Холмщина і Підляшшя увійшли до складу Української Народної Республіки. У березні 1918 року в складі УНР утворене Холмське губерніальне староство (губернія), адміністративним центром якого стає Берестя.
1918–20 терени Волині — це арена збройної боротьби Армії УНР з польськими і російськими військами.
За Ризьким миром 18 березня 1921 року волинські землі Берестейщини, як і вся Західна Україна, увійшла до складу Польщі. Утворюється Волинське воєводство з центром у Луцьку, яке охоплювало територію сучасної Волинської, Рівненської та північ Тернопільської області.
Після захоплення влади у Всеросійській імперії більшовиками розпочався наступ Радянської Росії на Україну. На Волині радянську владу проголошувала 126 дивізія під командуванням прапорщика О. Дмитрієва, в якій переважний вплив справляли більшовики. У 1918 році Волинь була окупована німецькими військами, у грудні 1918 року в Луцьку й інших містах знаходилися військові сили Директорії. З травня 1919 року Волинь окупують поляки, а вже у липні 1920 року окупували війська Російської Радянської Федеративної Соціалістичної Республіки.
У вересні 1939 року відповідно до пакту Молотова — Ріббентропа СРСР і Німеччина розділили між собою територію Польщі, яка зазнала повної поразки від німецької армії. Попри український національний характер регіону, Берестейщина була приєднана до БРСР. Кордон між УРСР і БРСР прокладено не за етнічною білорусько-українською межею, а за адміністративною межею між Волинським і Поліським воєводствами з частковим випрямленням шляхом приєднання до УРСР Камінь-Каширського повіту та окремих сіл Кобринського і Дорогичинського повітів. Рішення не враховувало думку місцевого населення та було ухвалене винятково на основі адміністративної належності регіону в складі попередніх держав (Берестейське воєводство перебувало в складі Великого князівства Литовського, а Гродненська та Мінська губернії у Віленському генерал-губернаторстві Російської імперії). Питання входження Поліського воєводства до України підтримав й голова уряду УРСР Микита Хрущов, проте Сталін відхилив його звернення. Активно за приєднання Берестейщини до БРСР ж виступав перший секретар ЦК Компартії Білоруської РСР Пантелеймон Пономаренко. Україна внаслідок такого поділу зазнала значних демографічних, територіальних і економічних втрат.
27 листопада 1939 року утворюється Волинська область з п'яти повітів Волинського воєводства (Горохівський, Ковельський, Любомльський, Луцький і Володимирський) і одного (Каширський) — Поліського.
22 червня 1941 року Волинь однією з перших зазнала нападу гітлерівської Німеччини. Готуючись до війни Радянська влада заставляла мирних волинян облаштовувати обороні укріплення, копати окопи, бліндажі та протитанкові рови, проте логістика в розміщенні новоприбулих військ та військової техніки на цих укріпленнях не була скоординована.
Імена прикордонників українця Івана Пархоменка, білоруса Петра Старовойтова, росіянина Василя Петрова, які загинули в перші дні війни, відбиваючи шалені атаки ворога, згодом були увічненні в назвах волинських сіл. Під сильним натиском сил нацистів відступили переважаючі частини розміщеної на Волині 5-ї армії. 8 липня 1941 року область повністю окупували гітлерівці.
Принагідно скажемо, що вже в перші дні війни Радянський Союз здійснював військові злочини — розстрілював в'язнів Луцької, Ковельської тюрми, зокрема тих, кого затримали лише за дрібні побутові порушення.
14 жовтня 1942 року територія Волині стала центром формування УПА — Українська повстанська армія — військово-політичне формування, що діяло в Україні аж до 1956 року, як бандерівське озброєне крило Організація українських націоналістів.
У квітні 1943 року на території Волині відбулась унікальна подія — була проголошена
Колківська республіка — повстанська республіка площею приблизно у 2,5 тисячі квадратних кілометрів, на визволеній загонами УПА від нацистів території.
Історичний референдум народу 1 грудня 1991 року абсолютною більшістю — 92 відсотками голосів підтвердив їхнє прагнення до волі та свободи. Нині Волинь — складова частина незалежної України.

## Назва
Назва «Волинь» як означення території вперше з'явилася у літописі 1077 року. Деякі історики вважають, що назва походить від міста «Велинь» або «Волинь» (яке зараз ймовірно розташовано в Польщі), про яке згадують давні літописи. Від назви міста походить і назва краю та племені, що його населяло.

## Адміністративно-територіальний устрій
Область складається з 54 громад (11 міських, 18 селищних та 25 сільських) і 4 районів (Володимирський площею 2556,5 км² та населенням 174,7 тисяч осіб; Камінь-Каширський площею 4679,7 км² та населенням 132,4 тисяч осіб; Луцький площею 5249,1 км² та населенням 457,3 тисяч осіб; Ковельський площею 7658,7 км² та населенням 271 тисяч осіб).

### Райони
| № | Район             | Адм. центр        |
| - | ----------------- | ----------------- |
| 1 | Луцький           | м. Луцьк          |
| 2 | Володимирський    | Володимир         |
| 3 | Ковельський       | Ковель            |
| 4 | Камінь-Каширський | Камінь-Каширський |

## Сусідні області
- Львівська
- Рівненська

## Географія

### Площа
Площа області 20143 км², що становить 3,3 % території України та 19 місце серед областей України.
З півночі на південь вона розкинулася на 185 км, а зі сходу на захід — на 155 км.

### Гідрографія
Багатство Волині — озера (понад 220), найбільші з яких — Світязь, Пулемецьке, Турське, Лука.
На Волині протікає 130 річок загальною протяжністю понад 3 000 км. Найбільші:
- Західний Буг довжиною 128 км (на території області);
- Луга довжиною 81 км;
- Прип'ять довжиною 170 км (на території області);
- Стохід довжиною 188 км (найдовша річка на Волині);
- Турія довжиною 184 км;
- Стир довжиною 175 км.

### Клімат
Клімат помірно континентальний. Середня температура січня −4 °C, липня +17 °C. Рекордні температури повітря: найвища +38,0 °C (Володимир, 11 серпня 1946 р.), найнижча −38,9 °C (Володимир, 11 лютого 1929 р.).
У середньому за рік випадає 570—620 мм опадів.

## Демографія
Населення області 1 млн 27 тис. осіб, що становить 2,2 % від населення України. В тому числі:
- міське населення 50,4 %
- сільське 49,6 %

### Національний склад
| №  | Національність | Кількість осіб | %        |
| -- | -------------- | -------------- | -------- |
| 1  | Українці       | 1 024 955      | 96,95 %  |
| 2  | Росіяни        | 25 132         | 2,38 %   |
| 3  | Білоруси       | 3 217          | 0,30 %   |
| 4  | Поляки         | 788            | 0,07 %   |
| 5  | Вірмени        | 322            | 0,03 %   |
| 6  | Молдовани      | 303            | 0,03 %   |
| 7  | Грузини        | 279            | 0,03 %   |
| 8  | Німці          | 235            | 0,02 %   |
| 9  | Татари         | 232            | 0,02 %   |
| 10 | Євреї          | 214            | 0,02 %   |
| 11 | Інші           | 1 538          | 0,15 %   |
|    | Разом          | 1 057 214      | 100,00 % |

### Мова
|            | 1959 | 1970 | 1989 | 2001 |
| ---------- | ---- | ---- | ---- | ---- |
| українська | 94,0 | 94,8 | 94,5 | 99,8 |
| російська  | 5,0  | 4,8  | 5,1  | 0,0  |
| інша       | 1,0  | 0,4  | 0,4  | 0,2  |

#### Мораторій на публічне використання російськомовного культурного продукту
20 грудня 2018 року рішенням Волинської обласної ради у Волинській області було запроваджено мораторій на публічне використання російськомовного культурного продукту.

### Найбільші населені пункти
| Луцьк             | ▲220 5 | Горохів       | ▼9 0 |
| Ковель            | ▲69 1  | Іваничі       | ▲7 2 |
| Нововолинськ      | ▼52 2  | Цумань        | ▲6 5 |
| Володимир         | ▲40 2  | Любешів       | ▼5 7 |
| Ківерці           | ▼14 1  | Турійськ      | ▼5 6 |
| Рожище            | ▼12 9  | Шацьк         | ▼5 3 |
| Камінь-Каширський | ▲12 5  | Стара Вижівка | ▼5 2 |
| Маневичі          | ▲12 0  | Благодатне    | ▼4 7 |
| Любомль           | ▲10 4  | Торчин        | ▲4 6 |
| Ратне             | ▲10 5  | Люблинець     | ▲4 5 |

## Економіка

Географічна структура експорту Волинської області

Товарна структура експорту Волинської області

Провідною галуззю економіки Волинської області є промисловий та аграрний сектори, які забезпечують більше половини її сукупного продукту. Сільське господарство спеціалізується на тваринництві м'ясо-молочного напрямку, а також на виробництві зерна, цукрових буряків, овочів, картоплі. На селі сформовано нові економічні відносини, що базуються на приватній власності на майно і землю. На недержавній основі зараз виробляється майже вся сільськогосподарська продукція.
Виробництвом промислової продукції займаються понад 200 підприємств. Провідні галузі — харчова, машинобудування, паливна, хімічна та промисловість будівельних матеріалів.
На підприємствах області виробляються автомобілі, автобуси, прилади контролю, підшипники, водолічильники, торговельне обладнання для рітейлу, машини для тваринництва і кормовиробництва, вироби із пластмас, тканини, лінолеум, руберойд, цегла будівельна, меблі, кондитерські, макаронні, ковбасні та горілчані вироби, консерви брикети та інше.
У приватному секторі області працює 3,7 тисяч малих підприємств та 28,3 тисяч фізичних осіб-підприємців. Тут зайнята десята частина працездатного населення області. Малими підприємствами виробляється 9,2 відсотка продукції, забезпечується п'ята частина надходжень до бюджетів усіх рівнів.
Економічна структура області має такий вигляд (у відсотках від валового продукту):
- сільське господарство — 35,3;
- послуги — 26,2;
- промисловість — 25,1;
- будівництво — 3,6.

Мінерально-сировинна база області представлена такими корисними копалинами, як кам'яне вугілля, природний газ, фосфорити, мідь, камінь будівельний, крейда будівельна, сапропель, гелій. Крім того, добуваються торф, цегельно-черепична сировина, пісок будівельний та скляний, цементна сировина.
Найбільшу частку в переліку виробів, реалізованих за кордоном, займають мінеральне паливо, машини й устаткування, нафта та продукти її переробки, казеїн, продукція тваринництва.
У структурі імпорту провідне місце належить паливно-мастильним матеріалам, пластмасам і каучуку, транспортним засобам, машинам, устаткуванню та електротехнічному обладнанню.

## Туризм
В області на державний облік узято 495 пам'яток архітектури та містобудування (з них — 200 національного значення), 149 пам'яток археології (з них — 16 національного значення), 1282 пам'ятки історії (з них — 7 національного значення), 35 пам'яток монументального мистецтва (з них — 1 національного значення). До Списку історичних населених місць включено 20 поселень: Берестечко, Володимир, Голоби, Головно, Горохів, Іваничі, Камінь-Каширський, Ковель, Луків, Луцьк, Любешів, Любомль, Олика, Ратне, Рожище, Стара Вижівка, Турійськ, Устилуг, Цумань, Шацьк.

### Визначні пам'ятки

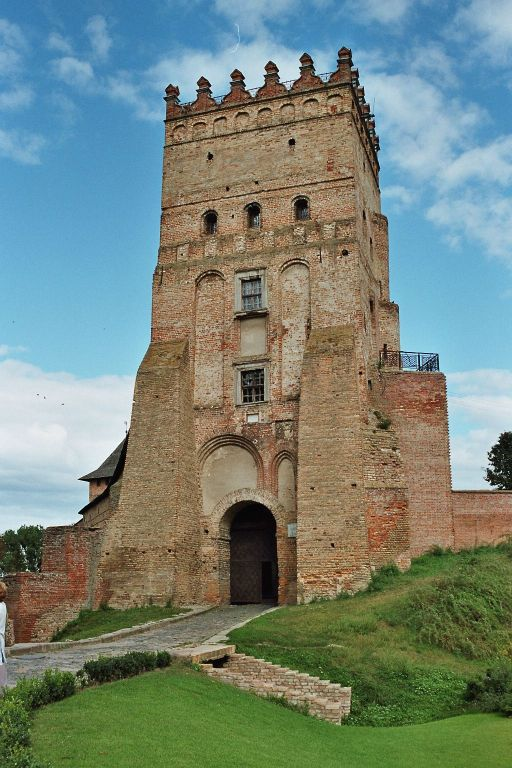
Замок Любарта

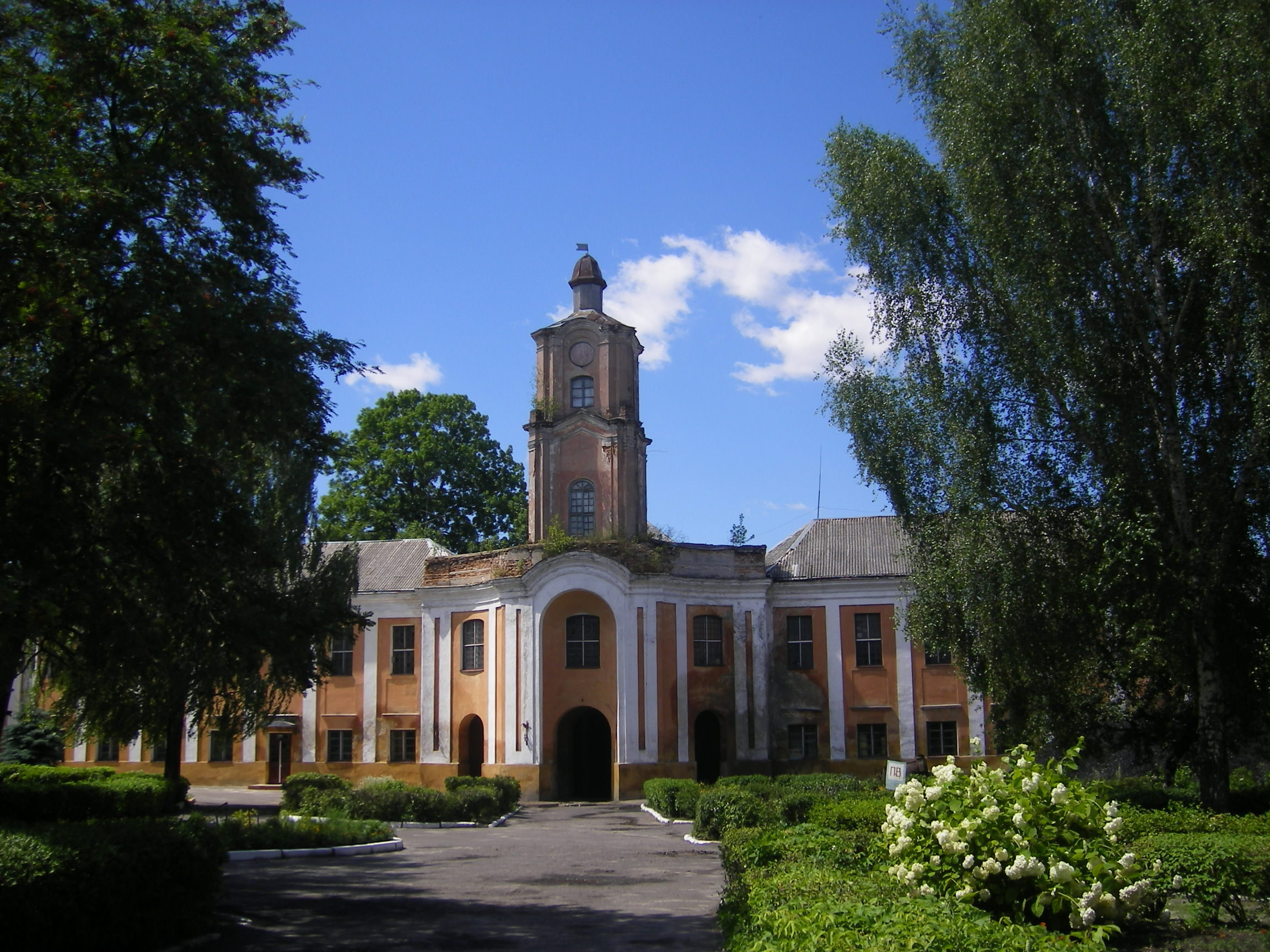
Замок (Олика)

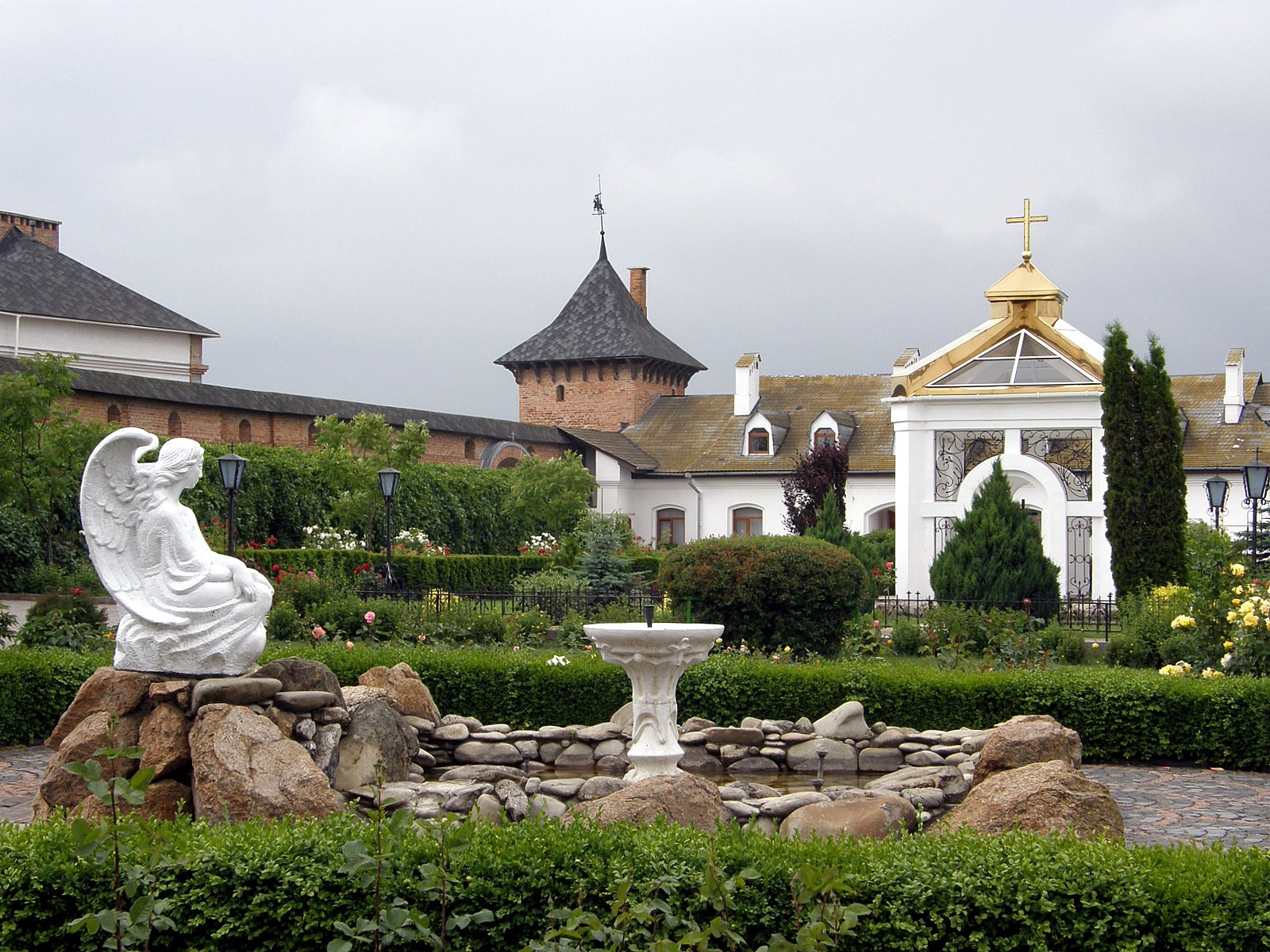
Зимненський Свято-Успенський Святогорський ставропігійний жіночий монастир

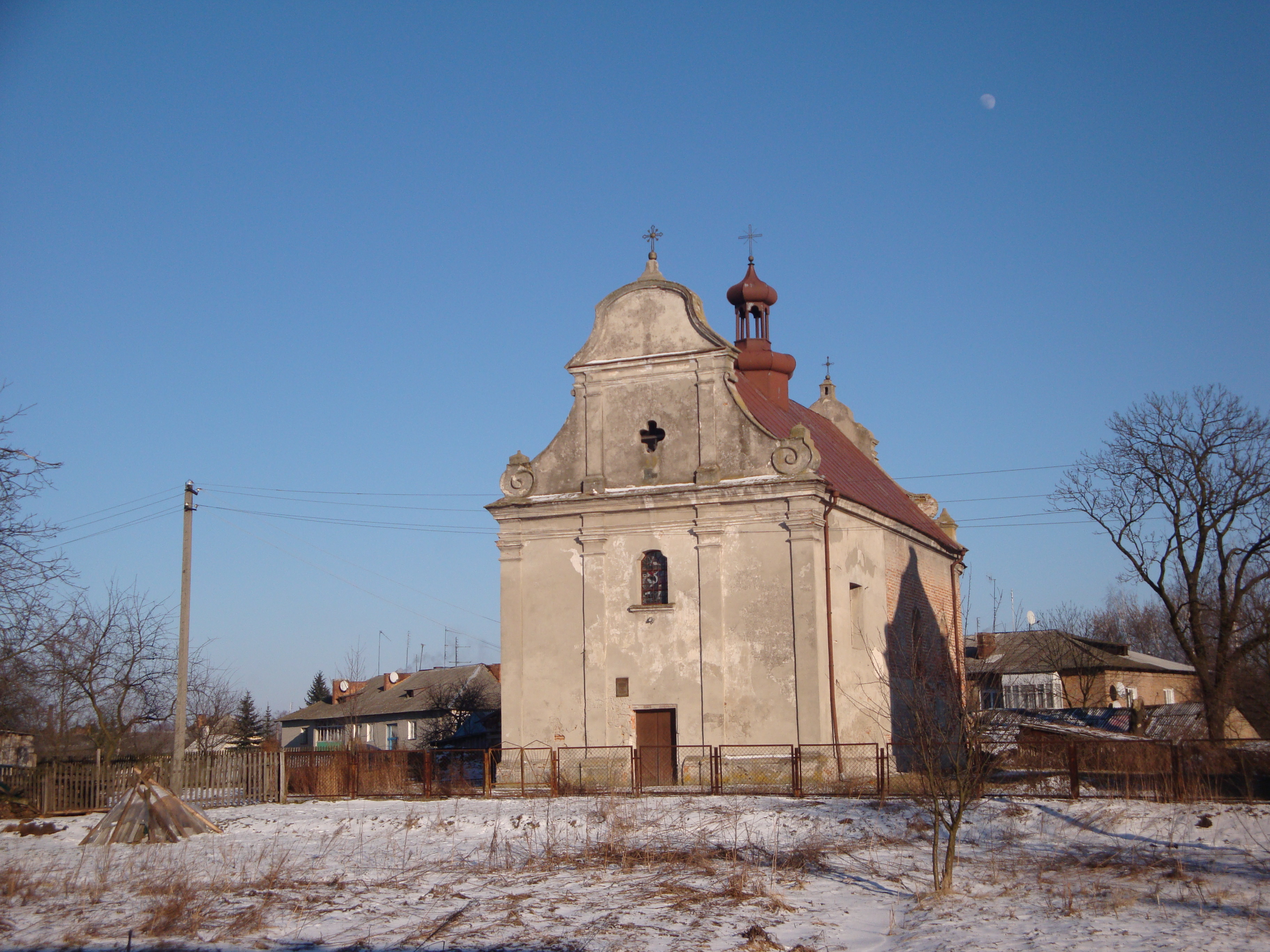
Костел Святої Трійці у Любомлі

- Успенський собор (1157—1160), Володимир
- Василівська церква (XIII—XIV ст.), Володимир
- Костел Йоакима і Анни (1752), Володимир
- Миколаївська церква (1780), Володимир
- Костел Розіслання Апостолів (1718—1755), Володимир
- Зимненський Святогорський Успенський монастир (X—XI ст.), Зимне, Володимирський район
- Успенський собор (з чудотворним образом Зимненської Божої Матері) (1495), Зимне, Володимирський район
- Свято-Миколаївська церква (1601), Лудин, Володимирський район
- Колегіальний костел Святої Трійці (1635—1640), Олика
- Костел Св. Петра і Павла (1460), Олика
- Замок Радзівіллів (1558), Олика
- Стрітенська церква (1784), Олика
- Покровська церква (1740), Піддубці, Луцький район
- Свято-Миколаївська церква (1678), Борочиче, Горохівський район
- Церква Святого Дмитра (1905), Журавники, Горохівський район
- Церква Святого Георгія (кінець 13 століття), Любомль
- Костел Святої Трійці (1412), Любомль
- Церква Святого Іоана Богослова (1777), Штунь, Любомльський район
- Дмитрівська церква (1674), Згорани, Любомльський район
- Успенська церква (кол. Костел Св. Михайла) (1752), Радехів, Любомльський район
- Брама палацу Чарнецьких (XVIII ст.), Любешів
- Костел Святої Анни (1771), Ковель
- Дмитрівська церква (1567), Гішин, Ковельський район
- Церква святої Параскеви (1723), Луків, Турійський район
- Костел святих Анни та Станіслава (16 століття), Луків, Турійський район
- Свято-Миколаївський монастир (1542), Мильці, Старовижівський район
- Успенська церква (1589), Качин, Камінь-Каширський район
- Домініканський костел (1741—1753), Старий Чорторийськ, Маневицький район
- Преображенська церква (1600), Четвертня, Маневицький район
- Успенська церква (1643), Низкиничі, Іваничівський район
- Церква Різдва Пресвятої Богородиці (1760), Новий Загорів, Локачинський район
- Костел Святої Трійці (1642), Затурці, Локачинський район
- Монастир і костел кармелітів (1720), Кисилин, Локачинський район
- Свято-Михайлівська церква (1777), Кисилин, Локачинський район
- Костел Святої Трійці (1711—1733), Берестечко
- Собор Святої Трійці (1910-незавершене будівництво), Берестечко
- Каплиця Святої Теклі (XVII ст.), Берестечко
- Замок Любарта (XIII—XIV ст.), Луцьк.
- Кафедральний собор Св. Апостолів Петра і Павла (1616—1637), Луцьк
- Синагога (1626—1629), Луцьк
- Свято-троїцький кафедральний собор (1752—1755), Луцьк
- Свято-Михайлівська церква (1636), Білосток, Луцький район
- Свято-Миколаївський монастир (XVIII ст.), Жидичин, Ківерцівський район
- Свято-Георгіївська церква (1783), Голоби, Ковельський район

## Релігія
- Адвентисти сьомого дня — на території області знаходиться 27 громад.

## Персоналії
- 1986 р. н. Монатик Дмитро Сергійович, сценічний псевдонім MONATIK (нар. 1 квітня, Луцьк, УРСР) — український співак, танцюрист, автор пісень, саундпродюсер, композитор, учасник шоу «X-Фактор», «Танцюють всі!» та «Зірковий ринг»[21], суддя танцювального шоу «Танці з зірками» та тренер вокальних шоу «Голос. Діти» та «Голос країни» на телеканалі «1+1».[22]
- 1957 р.н. Пашечко Михайло Іванович, (нар. 27 січня, с. Острів'я) — науковець, професор фізики, автор багатьох книжок, викладач.

## Галерея
- Мапи Волинської області

## Засоби масової інформації

### Друковані
- Вісник і К
- Вісті Ковельщини
- Віче-інформ
- Волинь-нова
- Нове життя
- Селянська доля
- Сільський Світ
- Український голос
- Karaj Awazy
- Ратнівщина

### Телебачення

#### Регіональні
- Суспільне Луцьк
- Аверс
- 12 канал
- Конкурент TV

### Радіостанції

#### Регіональні
- «Українське радіо. Луцьк»
- «FM Галичина»
- «Аверс»

#### Місцеві
- Radio1.ua (Підгайці)
- «Сім'я і дім» (Підгайці)
- Радіо Нова